# 阿普里洛夫角

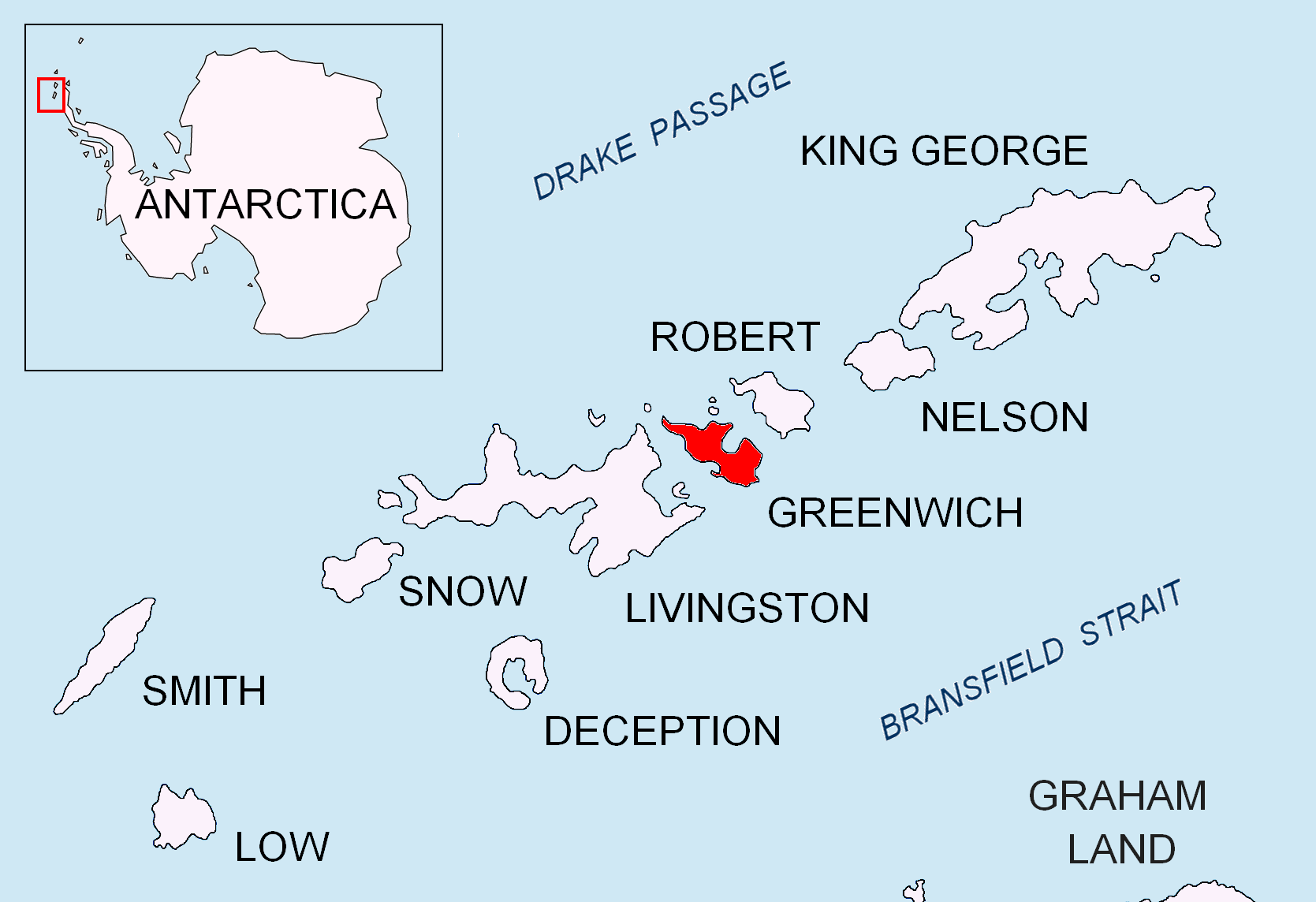

阿普里洛夫角（英語：Васил Априлов）是南極洲的海岬，位於格林尼治島北岸，處於杜夫角以東6.9公里、卡比萊島東南面2.1公里、克魯奇峰東北面2.2公里、翁格利島以南1.8公里、阿圭羅角以西5.5公里、塞夫托波利斯峰西北面2.3公里，以保加利亞的教育家命名。
62°26′52″S 59°53′45″W / 62.44778°S 59.89583°W

## 外部連結
- Aprilov Point. （页面存档备份，存于） SCAR Composite Gazetteer of Antarctica.